# 1561

## Родени
- 22 януари – Френсис Бейкън, английски философ